# 豹紋多紀魨
豹紋多紀鲀为輻鰭魚綱魨形目四齒魨亞目四齒鲀科的一種。种加词 pardalis 意为“豹纹的”。

## 分布
本魚分布于西北太平洋區，包括日本、韓國、北韓、中國黃海、東海等海域。

## 深度
水深5至35公尺。

## 特徵
本魚體呈圓筒形，被覆由鱗片特化的細棘；口小，眼紅色。背部灰褐色且有許多黑色的斑點。胸部、背鰭與臀鰭暗橘色、尾鰭黑色的，腹部銀白色。尾鰭截形，背鰭軟條11至14枚；臀鰭軟條9至12枚，體長可達30公分。

## 生態
本魚棲息於近海的沿岸區。

## 經濟利用
非食用魚，具有河豚毒素。